# Anthidium espinosai
Anthidium espinosai is een vliesvleugelig insect uit de familie Megachilidae. De wetenschappelijke naam van de soort is voor het eerst geldig gepubliceerd in 1938 door Ruiz.